# Савченко, Василий Федотович
Василий Федотович Савченко (13 апреля 1909, село Поповка, Хорольский уезд, Полтавская губерния, Российская империя, ныне — село Поповка, Хорольский район Полтавская область, Украина — 26 ноября 1982 село Сидоровка, Романовский район, Алтайский край, Россия), — участник Великой Отечественной войны, полный кавалер ордена Славы, сержант, командир орудия батареи 945-го артиллерийского полка 380-й Орловской Краснознамённой ордена Суворова стрелковой дивизии 49-й армии 2-го Белорусского фронта.

## Биография
Родился в семье крестьянина. Украинец. Образование начальное. Работал трактористом в колхозе «Союз труда» в селе Сидоровка Романовского района Алтайского края.
В Красной армии с 28 августа 1941 года. В боях Великой Отечественной войны с 20 февраля 1942 года, воевал на Северо-Западном, Калининском, Брянском фронтах.
Член ВКП(б) с 1942 года.
Осенью 1943 года командир орудия батареи 945-го артиллерийского полка 380-й стрелковой дивизии 3-й армии Брянского фронта сержант Савченко отличился в ходе Брянской наступательной операции уничтожив в боях из своего орудия, два вражеских противотанковых орудия, две пулемётные точки и миномётную батарею противника.
13 октября 1943 года Приказом № 103/н по 945-му артиллерийскому полку, был награждён медалью «За отвагу».
С 26 по 30 июня 1944 года в период боевых действий по форсированию Днепра в районе деревни Стайки Чаусский район Могилёвской области Белоруссии командир орудия батареи 945-го артиллерийского полка 380-й стрелковой дивизии 50-й армии 2-го Белорусского фронта сержант Савченко огнём своего орудия отразил две контратаки противника и уничтожил три станковых пулемёта, миномёт и до 20-ти немецких солдат.
Приказом № 127/н от 08.07.1944 по 380-й стрелковой дивизии, был награждён орденом Красной Звезды.
С 5 по 7 июля 1944 года в период боёв по ликвидации окружённой немецкой группировки а районе Пекалин Смолевичского района Минской области Белоруссии командир орудия батареи 945-го артиллерийского полка 380-й стрелковой дивизии сержант Савченко оказавшись, в окружении войск противника, вместе со своим расчётом ведя огонь прямой наводкой, отбил 24 вражеские контратаки, уничтожив при этом до 250-ти немецких солдат и офицеров, 10 пулемётов с расчётами и 10 автомашин с грузами. За что был представлен к ордену Отечественной войны 1-й степени, данное представление было поддержано командиром дивизии полковником Кустовым, но приказом по 50-й армии № 448 от 20.08.1944, Савченко был награждён орденом Славы 3-й степени.
С 18 по 20 января 1945 года в боях на плацдарме на правом берегу реки Нарев в районе населённых пунктов Пикельке и Белобжек (Польша) командир орудия батареи 945-го артиллерийского полка 380-й стрелковой дивизии 49-й армии сержант Савченко из своего орудия вместе с расчётом отразил две немецкие контратаки уничтожив при этом 2 вражеские огневые точки и до 20-ти немецких солдат и офицеров.
10 февраля 1945 года Приказом по 49-й армии № 010 награждён орденом Славы 2-й степени.
С 17 по 24 марта 1945 года в боях при форсировании реки Одер в районе населённого пункта Фридрихсталь (юж. г. Гартц, ныне Гарц, Германия) командир орудия батареи 945-го артиллерийского полка 380-й стрелковой дивизии 49-й армии 2-го Белорусского фронта сержант Савченко огнём орудия поддерживал переправу стрелковых подразделений. Расчёт под его командованием подавил семь пулемётов, пять миномётов, две пушки, истребил свыше взвода гитлеровцев.
15 мая 1946 года Указом Президиума Верховного Совета СССР, за мужество и героизм, проявленные в борьбе с немецко-фашистскими захватчиками, сержант Савченко Василий Федотович награждён орденом Славы 1-й степени.
В октябре 1946 года старший сержант Савченко демобилизован.
Жил и работал в селе Сидоровка Романовский район Алтайского края.
Умер 26 ноября 1982 года.

## Награды
- орден Красной Звезды (08.07.1944)
- орден Славы 1-й степени (15.05.1946)
- орден Славы 2-й степени (10.02.1945)
- орден Славы 3-й степени (20.08.1944)

Медали, в том числе:
- - «За отвагу» (13.10.1943)
  - «За доблестный труд. В ознаменование 100-летия со дня рождения Владимира Ильича Ленина»
  - «За победу над Германией в Великой Отечественной войне 1941—1945 гг.»
  - «Двадцать лет Победы в Великой Отечественной войне 1941—1945 гг.»
  - «Тридцать лет Победы в Великой Отечественной войне 1941—1945 гг.»
  - «Ветеран труда»
  - «50 лет Вооружённых Сил СССР»
  - «60 лет Вооружённых Сил СССР»

## Память
На мемориале в селе Романово установлен бюст, а в селе Сидоровка одна из улиц носит его имя.